# 佐藤優花
佐藤 優花（さとう ゆうか、1994年1月24日 - ）は、日本の元女子バレーボール選手である。

## 来歴
岡山県玉野市出身。三人姉妹の次女として生まれ、その実姉の影響でバレーボールを始めた。就実中学校・高等学校を経て、実業団のトヨタ自動車に入社する。2013年2月に行われた第3回全国6人制バレーボールリーグ総合男女優勝大会において、チーム準優勝に貢献した。
トヨタ自動車は2014/15シーズンからチャレンジリーグ入りして佐藤もVリーガーとなる。迎えた初シーズン、チームは最下位に沈んだが佐藤は得点王に耀いた。翌シーズンは、新設されたチャレンジリーグIIで初優勝の原動力となり、優勝を果たし自らも最高殊勲選手に耀いた。2016/17シーズンからはチーム主将となり、チャレンジリーグIIで連続優勝に導き、自身も2年連続で最高殊勲選手及びスパイク賞に受賞した。V・チャレンジリーグ入替戦でも柏エンゼルクロスを僅差でかわしてVチャレンジリーグI昇格に導いた。2017/18シーズンのチャレンジリーグIでも得点王を受賞した。
2018年、トヨタ自動車を退団。Vリーグ機構の移籍公示リストに入り、同年8月にV.LEAGUE DIVISION1の埼玉上尾メディックスへの移籍が発表された。
2022年、日本代表登録メンバーに選出された。AVCカップに出場し、チームは大会初優勝を果たした。初めてのことが多く、海外のチームとの試合と日本代表のチームから学ぶことが多かったと話している。
2025年6月、現役引退が発表された。

## 人物
- 愛称の「スバル」（昴）は中学の頃先輩につけられたもので、それ以来、名前よりも多く呼ばれていると話している[15]。
- バレーボールでは右利きだが文字は左手で書く[15]。

## 球歴
- 日本代表 （2022-2023年）
  - AVCカップ - 2022年

## 所属チーム
- 玉原スポーツ少年団
- 就実中学校
- 就実高等学校（2009-2012年）
- トヨタ自動車/トヨタ自動車ヴァルキューレ（2012-2018年）
- 埼玉上尾メディックス（2018-2025年）

## 受賞歴
- 2015年 - 2014/15Vチャレンジリーグ 得点王
- 2016年 - 2015/16VチャレンジリーグII MVP
- 2017年 - 2016/17VチャレンジリーグII MVP、スパイク賞
- 2018年 - 2017/18VチャレンジリーグI 得点王